# Цгачас-Нек (район)
Цгачас-Нек (сесото Qacha’s Nek) — один из десяти районов Лесото. Площадь района составляет 2 349 км², население — 69 749 человек (2006), плотность — 29,69 чел./км². Административный центр — город Цгачас-Нек.

## Географическое положение
Район граничит на юге с Восточно-Капской провинцией (ЮАР), на северо-западе с районом Цгутинг, на западе с районом Мохалес-Хук, на севере с районом Таба-Цека.

## Административное деление
Район делится на три округа (варда) и 11 местных советов.

### Округа
- Лебакенг
- Цгачас-Нек
- Цвелике

### Местные советы
| - Кхомо-Пацва - Летлвепе - Масеефо - Матебенг - Мосенекенг - Патлонг | - Раматселисо - Ратсолели - Таба-Хубелу - Таба-Литсоене - Уайт-Хилл |